# Харитоново (Зав'яловський район)
Харито́ново (рос. Харитоново) — село у складі Зав'яловського району Алтайського краю, Росія. Адміністративний центр та єдиний населений пункт Харитоновської сільської ради.

## Населення
Населення — 1168 осіб (2010; 1434 у 2002).
Національний склад (станом на 2002 рік):
- росіяни — 87 %